# Trennung von Amt und Mandat
Mit dem Begriff Trennung von Amt und Mandat, auch Inkompatibilitätsgebot genannt, wird der Grundsatz bezeichnet, dass eine Person nicht gleichzeitig ein Mandat in der Legislative und ein Amt in der Exekutive oder Judikative wahrnehmen soll. In der Schweiz wird die Trennung von Amt und Mandat als Unvereinbarkeit bezeichnet.

## Deutschland

### Bundesebene
Auf der Bundesebene der Bundesrepublik Deutschland ist es beispielsweise üblich, dass Mitglieder der Bundesregierung auch weiterhin ihr Bundestagsmandat wahrnehmen. Diese Praxis entspricht dem Grundgesetz, weil dieses keine strikte Gewaltenteilung kennt, sondern das Prinzip der Gewaltenverschränkung. Diese kommt z. B. im parlamentarischen Regierungssystem des Grundgesetzes zum Ausdruck. Diese Praxis gilt als widersprüchlich zum Konzept der Gewaltenteilung.

### Bundesländer
In einigen Bundesländern gibt es hingegen eine strikte Trennung zwischen Mandats- und Amtsausübung.

#### Freie und Hansestadt Hamburg
So dürfen Mitglieder des Hamburger Senats gemäß Artikel 39 Absatz 1 der Verfassung der Freien und Hansestadt Hamburg kein Mandat in der Bürgerschaft ausüben.

#### Freie Hansestadt Bremen
Die Verfassung der Hansestadt Bremen legt gemäß Art. 108 Landesverfassung fest, dass Senatsmitglieder nicht gleichzeitig dem Landtag, der Bremischen Bürgerschaft, angehören können.

#### Freistaat Thüringen
Aus persönlichen oder politischen Gründen verzichten auch einzelne Politiker freiwillig auf die gleichzeitige Wahrnehmung eines Amtes und eines Mandates, wie zum Beispiel der thüringische Ministerpräsident Bodo Ramelow 2014, der sein Mandat im Landtag freiwillig niederlegte, nachdem er zum Ministerpräsidenten gewählt worden war. 2019 kündigte Bodo Ramelow an, im Falle seiner Neuwahl zur Absicherung von Mehrheiten nicht länger am Inkompatibilitätsgebot festhalten zu wollen.

#### Berlin
In Berlin haben drei Abgeordnete der Partei Die Linke, Klaus Lederer, Katrin Lompscher und Elke Breitenbach mit Eintritt in den Senat Müller II jeweils auf ihre Abgeordnetenmandate verzichtet. Die Abgeordnete Ramona Pop verzichtete trotz Eintritt in den Senat Müller II und eines Parteitagsbeschlusses der Grünen nicht auf ihr Abgeordnetenmandat.

### Trennung von Parteiamt und Mandat
Innerhalb der Satzung der Partei Bündnis 90/Die Grünen ist seit 1980 für Parteiämter die Trennung von Amt und Mandat festgeschrieben – ein Bundestagsabgeordneter darf dort bestimmte Parteiämter nicht wahrnehmen. Im Mai 2003 wurde diese Regelung gelockert. Seitdem dürfen nicht mehr als ein Drittel der Mitglieder des Bundesvorstandes auch Abgeordnete sein. Im Januar 2018 wurde der Trennungsbeschluss durch den Bundesparteitag von Bündnis 90/Die Grünen weiter gelockert. Laut Satzung ist nun die gleichzeitige Besetzung von Amt und Mandat für die Dauer von acht Monaten zulässig. Diese weitere Lockerung hatte der spätere Co-Bundesvorsitzende Robert Habeck zur Bedingung seiner Kandidatur gemacht.
Eine weitere Trennung, die alle Parteien und Mandatsträger betrifft, ist die gesetzliche Vorgabe, dass Gelder zur Ausübung des Mandates nicht für ein Parteiamt oder für die Parteiarbeit verwendet werden dürfen. So dürfen Mitarbeiter von Bundestagsabgeordneten beispielsweise nicht im Wahlkampf eingesetzt werden.

## Schweiz
Die Schweiz kennt eine strikte personelle Gewaltenteilung. Auf Bundesebene dürfen Mitglieder der Bundesversammlung (National- und Ständerat), des Bundesrates sowie des Bundesgerichts von Verfassungs wegen nicht gleichzeitig einer anderen dieser Behörden angehören (Art. 144 Abs. 1 Bundesverfassung [BV]). Art. 144 Abs. 3 BV delegiert die Festlegung weiterer Unvereinbarkeiten an den Gesetzgeber. Der Bundesversammlung dürfen nach Art. 14 Parlamentsgesetz (ParlG) unter anderem nicht angehören: Mitglieder der von Gesetzes wegen durch sie gewählten oder bestätigten Personen (z. B. Mitglieder der erstinstanzlichen eidgenössischen Gerichte und der Leitung der Bundesanwaltschaft); Personal der Verwaltung von Regierung, Parlament und eidgenössischen Gerichten; Personen, die bestimmte Funktionen in vom Bund beherrschten Organisationen wie z. B. der Post oder Swisscom wahrnehmen. Wer als Parlamentsmitglied in eine vom Parlament gewählte Behörde (z. B. in den Bundesrat) gewählt wird, muss sich sofort für eines der beiden Ämter entscheiden. Tritt eine andere Unvereinbarkeit ein, so scheidet die betroffene Person spätestens sechs Monate nach Feststellung der Unvereinbarkeit aus der Bundesversammlung aus (Art. 15 ParlG).